# Abweichungsgesetzgebung
Mit der Föderalismusreform wurde in den Art. 72 Abs. 3 und Art. 84 Abs. 1 Grundgesetz (GG) die Abweichungsgesetzgebungskompetenz eingeführt. Sie besagt, dass die Bundesländer von bestimmten Bundesregelungen der konkurrierenden Gesetzgebung bzw. im Bereich der Verwaltungsregelungen im Verhältnis zum jeweiligen Bundesrecht abweichende Regelungen vorsehen können. Haben sowohl der Bund als auch ein Land eine entsprechende Rechtsnorm erlassen, gilt gemäß Art. 72 Abs. 3 Satz 3 GG die jeweils spätere der beiden Regelungen (Lex posterior derogat legi priori). Auf die Abweichungen wird im Bundesgesetzblatt hingewiesen.

## Gegenstand der Abweichungsgesetzgebung
Nach Art. 72 Abs. 3 Satz 1 GG fallen folgende Rechtsgebiete unter die Abweichungskompetenz der Länder:
- Jagdwesen (ohne Jagdscheine)
- Naturschutz und Landschaftspflege
- Bodenverteilung
- Raumordnung
- Wasserhaushalt (ohne stoff- und anlagenbezogene Regelungen)
- Hochschulzulassung und Hochschulabschlüsse
- Grundsteuer

## Rechtsfragen
Mit der Einführung der Abweichungsgesetzgebungskompetenz in die Verfassung sind in der juristischen Literatur verschiedene Fragestellungen aufgekommen. Unter anderem wird thematisiert, in welcher Regelungsform die Länder abweichendes Recht erlassen können. Der Wortlaut des Art. 72 Abs. 3 sieht dabei vor, dass die Länder durch „Gesetz“ abweichen können. Umstritten ist daher, ob die Abweichung nur in Form formeller Gesetze erfolgen kann oder der Gesetzgeber auch abweichen kann, indem er entsprechend Art. 80 GG Exekutivorgane zu entsprechenden Regelungen ermächtigt. Auch wird diskutiert, ob abweichende Regelungen der Länder gekennzeichnet werden müssen, indem sie die bundesrechtliche Norm, von der sie abweichen, ausdrücklich benennen. Hintergrund dieser Überlegung ist die Tatsache, dass die Funktionsweise paralleler Gesetzgebungskompetenzen dem Grundgesetz bis zur Einführung der Abweichungsgesetzgebung fremd war.
Aufgrund der Diskussionen über eine mögliche Kennzeichnungspflicht haben sich Bund und Länder darauf verständigt, abweichendes Landesrecht (z. B. im § 30 des Bundesnaturschutzgesetzes) in juristischen Datenbanken mit entsprechenden Fußnoten zu versehen.
Da die Kompetenztitel nur teilweise mit sogenannten abweichungsfesten Klammerzusätzen versehen sind, wird unterschiedlich beurteilt, ob z. B. die Raumordnung nur die Raumordnung der Länder beinhaltet oder ein ungeschriebener abweichungsfester Bereich existiert. Andernfalls könnten die Länder abweichende Regelungen auch für die Bundesraumordnung vorsehen, was ganz überwiegend als unvereinbar mit dem Zweck der Regelung angesehen wird.